# StuDocu
StuDocu ist eine Crowdsourcing-Webplattform für Studenten, auf der sie online lernen und Studienmaterial austauschen können. StuDocu wird hauptsächlich für Unterlagen wie Buchzusammenfassungen, Vorlesungsskripte und Prüfungsfragen verwendet. Ihr Geschäftsmodell basiert auf einem Abonnement für Premium-Dokumente.

## Geschichte
StuDocu wurde 2013 von vier Studenten der Technischen Universität Delft als StudeerSnel.nl, der niederländischen Version der Website, gegründet. Nachdem sie bemerkt hatten, dass viele nützliche Studienmaterialien nur einigen wenigen, gut vernetzten Studenten zur Verfügung standen, erstellten sie eine offene Plattform, die für jeden zugänglich ist.
Im Jahr 2014 erhielt StuDocu eine Investition eines „Business Angels“, dem Gründer der niederländischen Social-Media-Plattform Hyves, Koen Kam, über 125.000 Euro. Im Jahr 2015 investierten ebenfalls Peak Capital und Point Nine Capital 1,35 Millionen Euro. Im Jahr 2016 wurde StuDocu für den Ernst & Young Entrepreneur of the Year Award nominiert.

## Kontroversen
StuDocu ermöglicht Benutzern, Altklausuren aus ihren Universitätskursen hochzuladen. In den meisten Fällen besitzen die Universitäten das Urheberrecht an diesen Dokumenten, weshalb oft die Entfernung dieser betroffenen Dokumente gefordert wird.